# Komorowo (Ostrów Mazowiecka)
Pour les articles homonymes, voir Komorowo.
Komorowo (prononciation : [kɔmɔˈrɔvɔ]) est un village polonais de la gmina d'Ostrów Mazowiecka dans le powiat d'Ostrów Mazowiecka de la voïvodie de Mazovie dans le centre-est de la Pologne.
Il se situe à environ 5 kilomètres au nord-ouest d'Ostrów Mazowiecka (siège du powiat) et à 90 kilomètres au nord-est de Varsovie (capitale de la Pologne).
Le village compte approximativement une population de 2 000 habitants en 2006.

## Histoire
De 1975 à 1998, le village appartenait administrativement à la Powiat d'Ostrów dans la voïvodie d'Ostrołęka.